# Josep Molins i Negre
Josep Molins i Negre (Barcelona,ca. 1801 - 22 de novembre de 1871)va ser un polític liberal, alcalde de Barcelona entre 1855 i 1856.
Fill de Josep de Molins hisendat nascut a Reus i de Maria Ignàsia de Negre nascuda a Barcelona.
El 1854 formà part de la comissió municipal per a l'aterrament de les muralles de Barcelona seguint el pla Abajo las murallas de Pere Felip Monlau. Es presentà a eleccions per les Corts al juny del 1855 sense èxit.
Va ser alcalde constitucional de Barcelona de l'agost del 1855 al juliol del 1856. El seu mandat s'inicià poc després de la vaga general de 1855, i acabà abruptament; en Molins, després de passar detingut per la Ciutadella de Barcelona va ser deportat a Canàries a començament d'agost del mateix any.
Mor a l'edat de 70 anys a Barcelona el 22 de novembre de 1871 a la Plaça Sant Sebastià núm.7 vidu de Bonaventura Civil.